# Llengües regionals endògenes de Bèlgica
Les llengües regionals endògenes de Bèlgica són els llengües que es parlen a les diferents comunitats i províncies de Bèlgica endemés de les oficials. La política lingüística de Bèlgica es basa en les comunitats de Bèlgica. D'aquesta manera, les úniques llengües regionals amb estatut oficial són les vuit llengües reconegudes per la Comunitat Francesa de Bèlgica.
Des de 1990 la Comunitat Francesa de Bèlgica ha identificat diverses llengües, les llengües regionals endògenes (que es troben al costat del francès com a única llengua oficial), que han de ser estudiades i fomentar el seu ús. Tanmateix, com que no són idiomes oficials, la Comunitat francesa no organitza cursos per a aprendre idiomes, ni els cedeix espais en els mitjans públics de comunicació. Per això, totes elles es troben en perill.
A Flandes també hi ha un cert nombre de parles regionals, però no tenen estatut oficial. Tot i això, el seu ús segueix present en la vida quotidiana.

## Llengües regionals a Bèlgica
Si aquestes llengües delimiten les Comunitats, amb límits clarament definits, el seu reconeixement és la història lingüística de Bèlgica. Així, encara que el Limburg és a Flandes, el limburguès és reconegut per la Comunitat Francesa.
La raó és senzilla: el centre històric de la ciutat de Limburg és a la província de Lieja i el Principat de Lieja s'estenia sobre gran part del territori que constitueix avui en dia el Limburg belga i el Limburg dels Països Baixos.

### A la Comunitat francesa

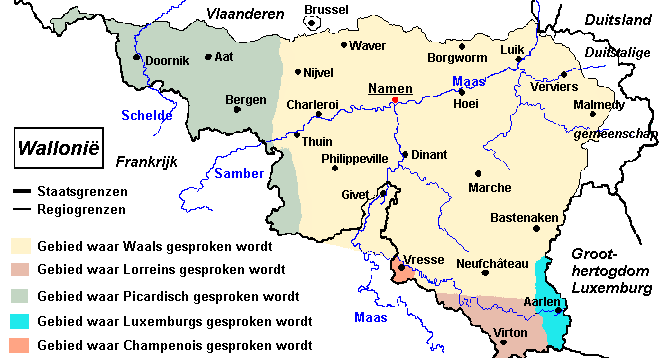
Distribució de les llengües parlades a Valònia

Les 8 llengües regionals cobreixen dos dominis lingüístics.
Domini romànic (llengües d'oïl)
- el picard parlat al triangle nord-oest de la regió valona, prop del sud-est del departament francès del Nord, i al sud-oest de la frontera administrativa amb la regió i la comunitat flamenca;
- el való, parlat en la major part de la regió de Valònia (també parlat en el quasi-enclavament francès a l'oest del Mosa);
- el xampanyès (en una varietat que no es distingeix de la parlada a França) parlada a una petita zona aïllada al llarg de la frontera francesa a l'est del Mosa, al sud-oest de la regió valona;
- el lorenès (anomenat també gaumais a Valònia) parlat al sud de la regió valona, al nord de la regió francesa de Lorena.

Domini germànic
- el fràncic luxemburguès es parla prop de la frontera amb el Gran Ducat de Luxemburg, al sud-est de la Regió Valona;
- el brabançó (proper al fràncic limburguès i del neerlandès) parlat prop de la frontera amb Alemanya, al nord-est de la regió valona (on hi constitueix un dialecte específic; hi ha una variant en la comunitat germanòfona situada a l'est de la regió valona al llarg de la frontera alemanya, així com a la comunitat flamenca, al costat de la frontera amb els Països Baixos, on el brabançó és considerat com un dels dos dialectes principals que han contribuït al neerlandès estandarditzat i que hi té un estatut de llengua regional);
- el fràncic limburguès (o carolingi), proper al baix alemany (o baix saxó), parlat prop de la frontera meridional dels Països Baixos i a la frontera amb Alemanya (al voltant de la petita regió del Limburg neerlandès que forma un quasi-exclavatge dels Països Baixos entre Bèlgica i Alemanya), al nord-est de la regió valona;
- el brussel·lès (o brusseleer) parlat a la regió bilingüe (francès i neerlandès) de Brussel·les-Capital enclavada a la regió flamenca.

## A la Comunitat Flamenca
S'hi distingeixen quatre parles, totes elles del domini lingüístic germànic (com el neerlandès estandarditzat):
- més properes al neerlandès:
  - El brabançó (la variant més viva és la d'Antwerpen)
  - El flamenc oriental
- més propers a l'alemany:
  - el flamenc occidental proper al baix saxó (o baix alemany)
  - el limburguès proper a l'alemany estandarditzat (o alt alemany)

Avui en dia, molts flamencs parlen un tussentaal (una llengua entre dues o verkavelingsvlaams). Es tracta d'un regiolecte que barreja neerlandès estandarditzat i llengua regional endògena local. És multiforme i canvia en funció dels parlants, ja que es basa en un dialecte flamenc, brabançó o limburguès.
El regiolectes brabançó i flamenc oriental són difícils de distingir amb claredat pel fet tots dos dialectes regionals endògens són molt propers al neerlandès estàndard parlat per tots els flamencs de Flandes i els mateixos parlants flamencs poden variar el seu discurs lliurement entre les dues parles (a més que poden passar fàcilment d'un regiolecte neerlandès-brabançó a un regiolecte neerlandès-flamenc oriental).

## A la Comunitat germanòfona
A aquesta regió cap llengua regional és oficial, tot i que hom hi pot trobar el fràncic ripuari (Raeren) i el fràncic limburguès (Limburgs o platdiets).